# José Laiolo
José Laiolo (ur. ? – zm. ?) – argentyński piłkarz, grający podczas kariery na pozycji pomocnika.

## Kariera klubowa
José Laiolo podczas piłkarskiej kariery występował w Rosario Central, River Plate i Atlancie Buenos Aires. Z Rosario dwukrotnie wygrał lokalną Liga Rosarina de Fútbol w 1915 i 1916.

## Kariera reprezentacyjna
W reprezentacji Argentyny José Laiolo występował w latach 1916-1919. W reprezentacji zadebiutował 15 sierpnia 1916 w wygranym 2-1 meczu z Urugwajem, którego stawką było Copa Lipton. Był to udany debiut, gdyż Laiolo w 80 min. ustalił wynik meczu.
W 1919 był w kadrze na Mistrzostwa Ameryki Południowej. Na turnieju w Rio de Janeiro wystąpił w meczu z Urugwajem. Ostatni raz w reprezentacji Laiolo wystąpił 1 czerwca 1919 w zremisowanym 3-3 meczu z Brazylią, którego stawką było Copa Roberto Cherry. Było udane pożegnanie, gdyż Laiolo w 84 min. ustalił wynik meczu. Ogółem w barwach albicelestes wystąpił w 5 meczach, w których zdobył 2 bramki.
| Mecze i gole w reprezentacji | Mecze i gole w reprezentacji | Mecze i gole w reprezentacji | Mecze i gole w reprezentacji | Mecze i gole w reprezentacji | Mecze i gole w reprezentacji | Mecze i gole w reprezentacji |
| #                            | Data                         | Miasto                       | Przeciwnik                   | Gol                          | Wynik                        | Rozgrywki                    |
| ---------------------------- | ---------------------------- | ---------------------------- | ---------------------------- | ---------------------------- | ---------------------------- | ---------------------------- |
| 1.                           | 15.08.1916                   | Montevideo                   | Urugwaj                      | Gol                          | 2:1                          | Copa Lipton                  |
| 2.                           | 18.07.1918                   | Montevideo                   | Urugwaj                      |                              | 1:1                          | Copa Premio                  |
| 3.                           | 28.07.1918                   | Montevideo                   | Urugwaj                      |                              | 1:3                          | Copa Premio                  |
| 4.                           | 13.05.1919                   | Rio de Janeiro               | Urugwaj                      |                              | 2:3                          | Copa América                 |
| 5.                           | 01.06.1919                   | Rio de Janeiro               | Brazylia                     | Gol                          | 3:3                          | Copa Cherry                  |